# EMD GT26CW-2
Az EMD GT26CW-2 az amerikai General Motors gyár egyik dízelmozdony-sorozata. A mozdonyok eljutottak Iránba, Izraelbe, Marokkóba, Pakisztánba, Peruba, Dél-Koreába, Törökországba és Jugoszláviába. Beceneve Jugoszláviában: Karavela.

## Műszaki jellemzése
Az EMD GT26CW-2 mozdonyokat 1972 és 2009 között gyártotta a General Motors Diesel Division, a Türkiye Lokomotif ve Motor Sanayii A.Ş., az Electro-Motive Division és a Hyundai Rolling Stock Co. A járművek több változatban is készültek, továbbá van keskeny nyomtávú változata is.

## Változatok
- HŽ 2063 - Horvátország
- JŽ 663 - Jugoszlávia
- Korail 7300 - Dél-Korea
- Korail 7400 - Dél-Korea
- Israel Railways GT26CW-2 - Izrael
- TCDD DE 33000 - Törökország

## Képek

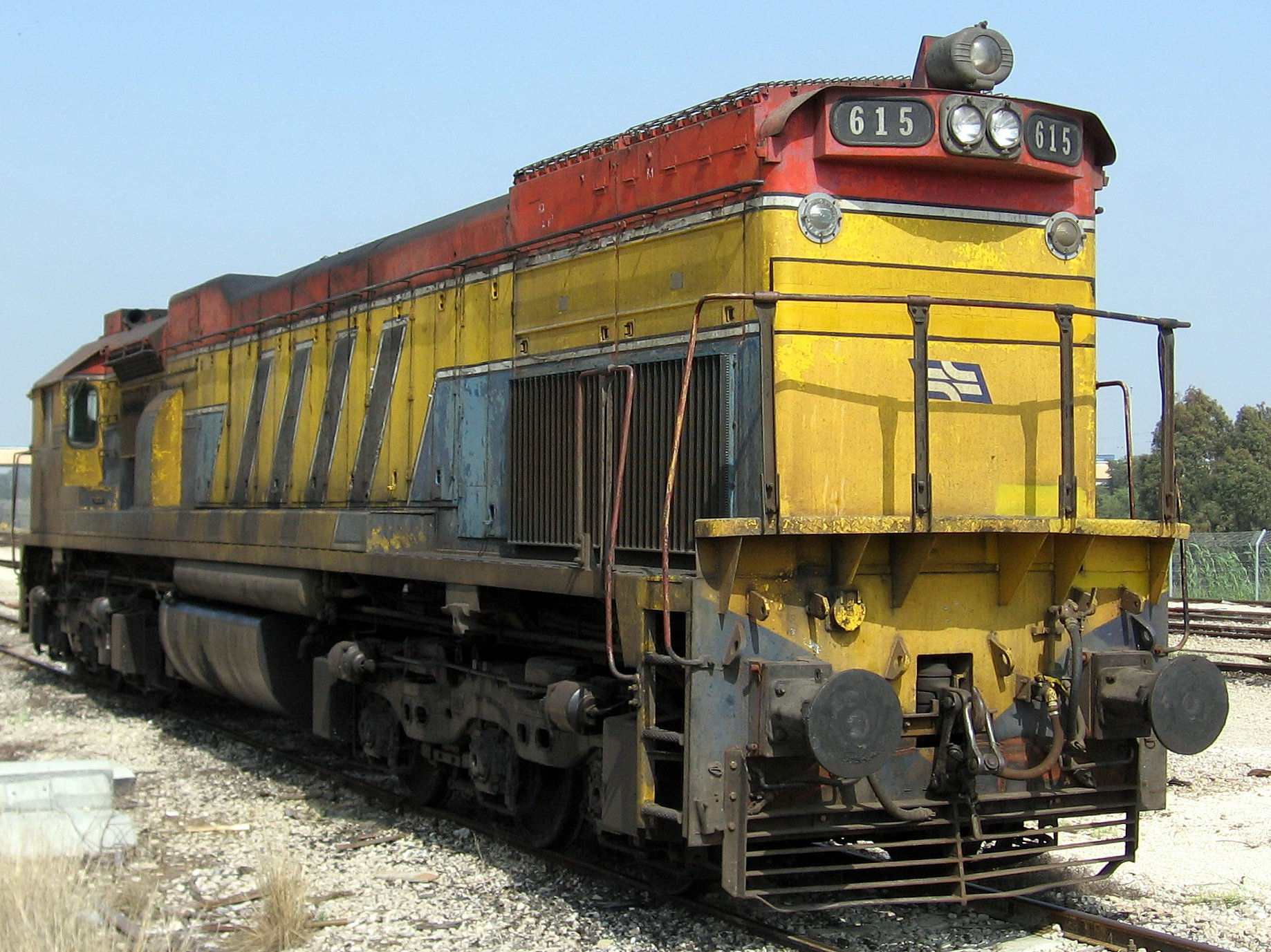
Israel Railways GT26CW-2
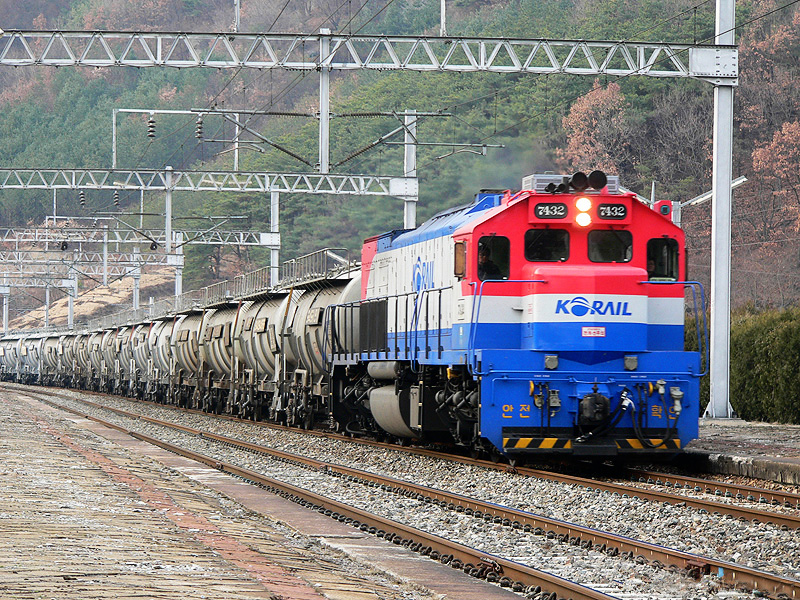
Korail 7432
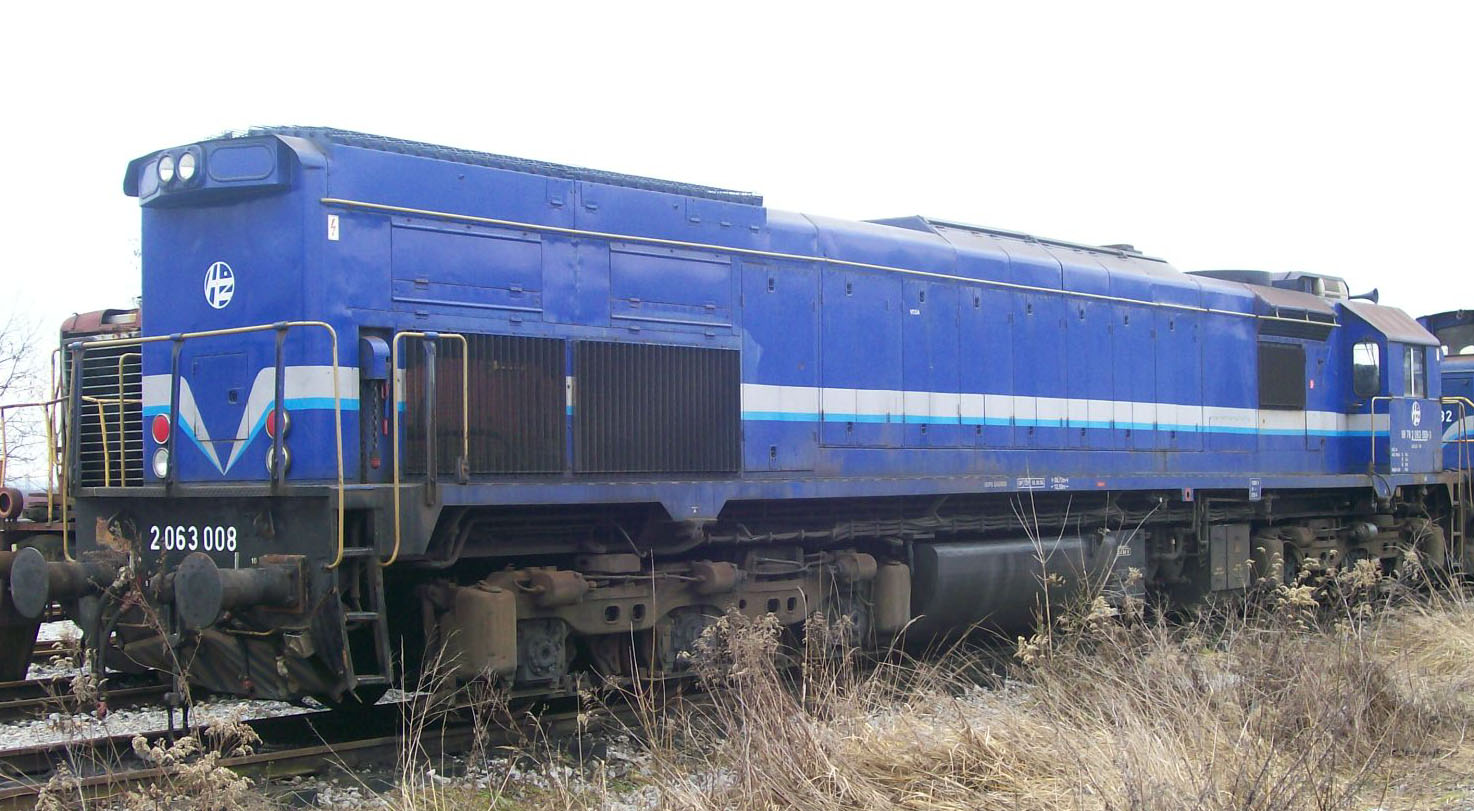
HŽ 2063